# Phytoseius nipponicus
Phytoseius nipponicus är en spindeldjursart som beskrevs av Ehara 1962. Phytoseius nipponicus ingår i släktet Phytoseius och familjen Phytoseiidae. Inga underarter finns listade i Catalogue of Life.